# Binnendijkse Buitenvelderse polder

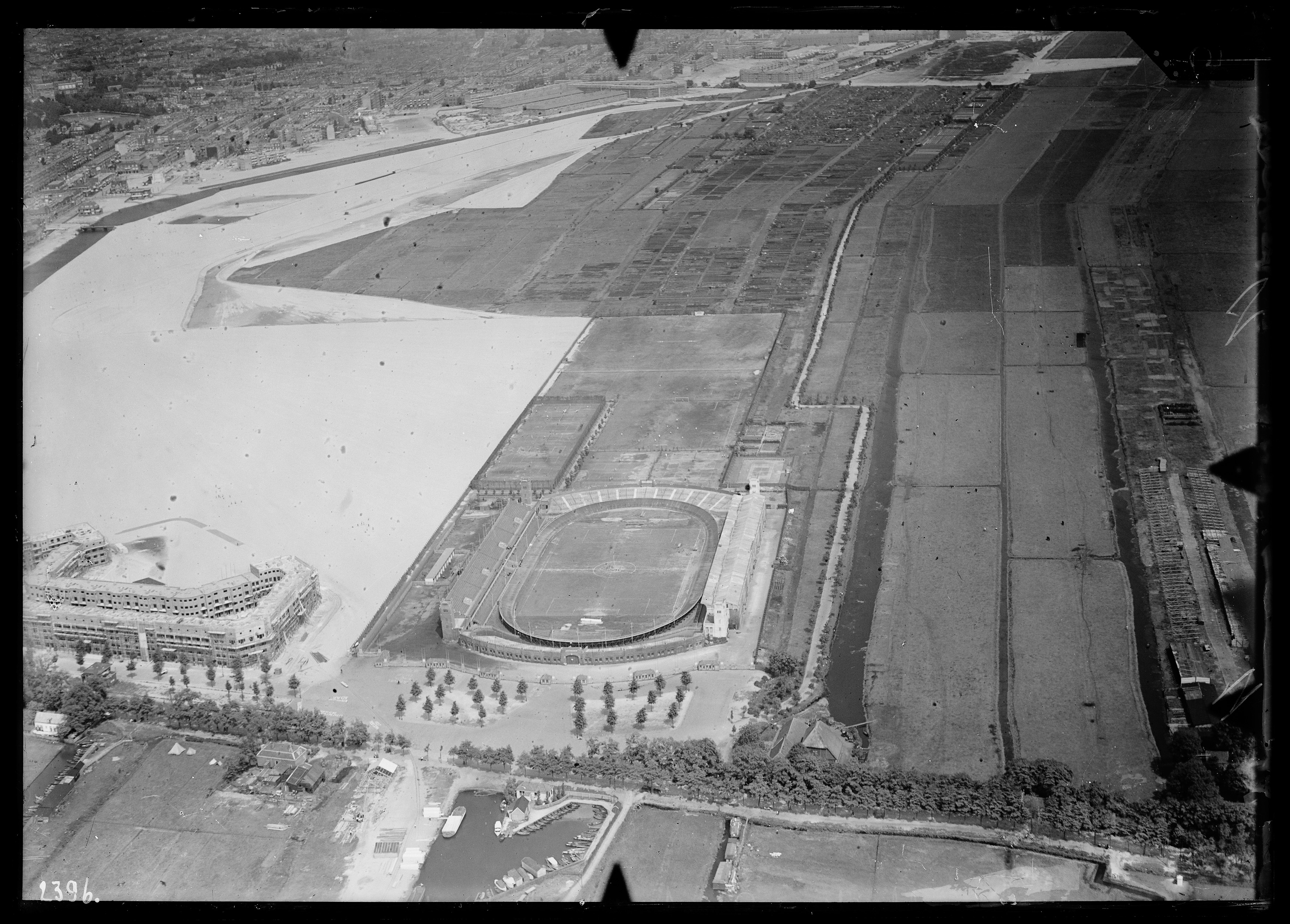
Ophoging met zand van de Binnendijkse Buitenvelderse polder t.b.v. Plan Zuid in de jaren twintig. Links het Noorder Amstelkanaal, op de voorgrond de Amstelveenseweg, in het midden Het Nederlandsch Sportpark uit 1913, daarnaast de Zuidelijke Wandelweg en rechts tuinderijen: circa 1923.

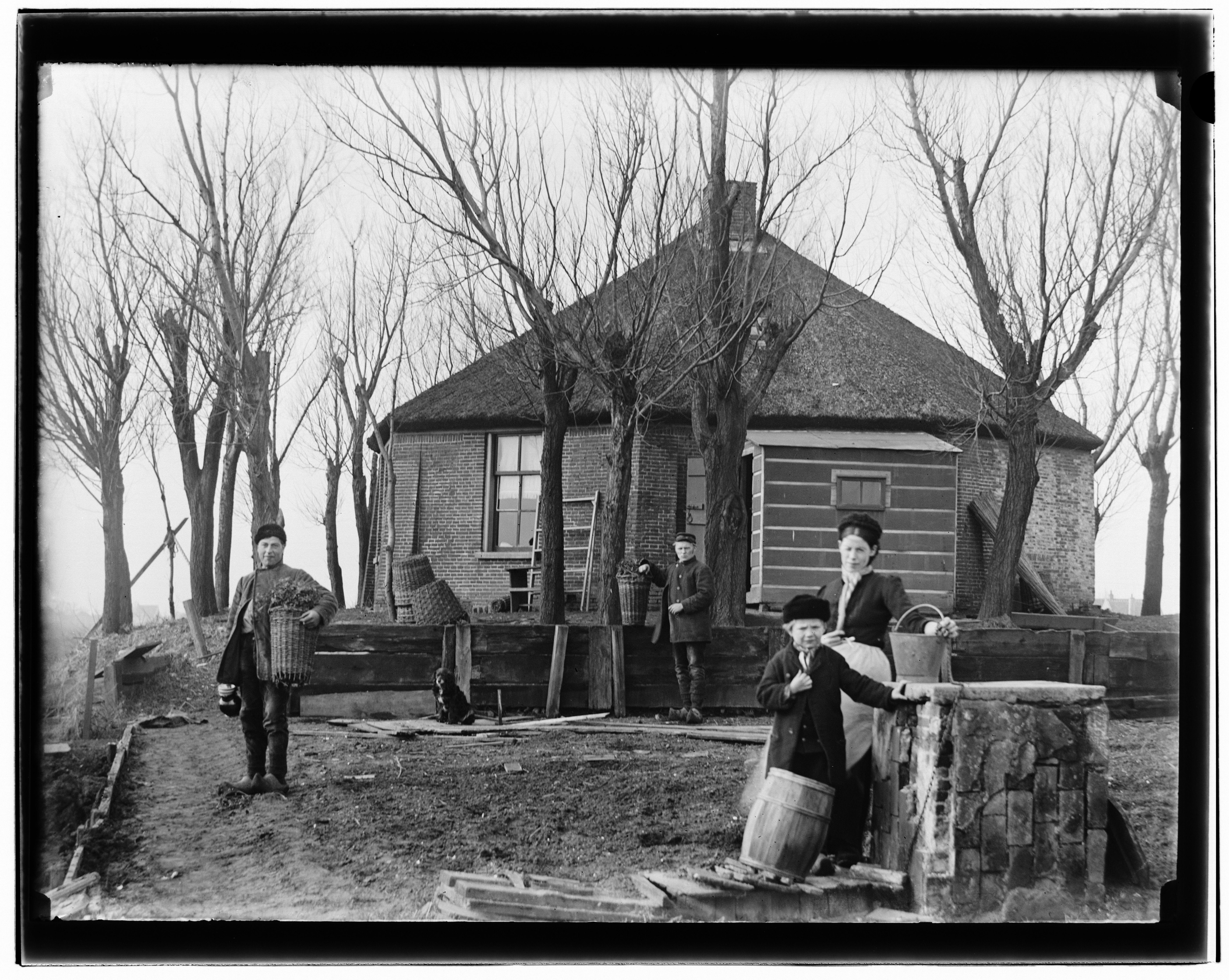
Romp van molen nr.1 van de Binnendijkse Buitenvelderse polder; circa 1891. Deze stond aan het Ververspad (na 1896: Tolstraat). Foto: Jacob Olie (1834-1905).

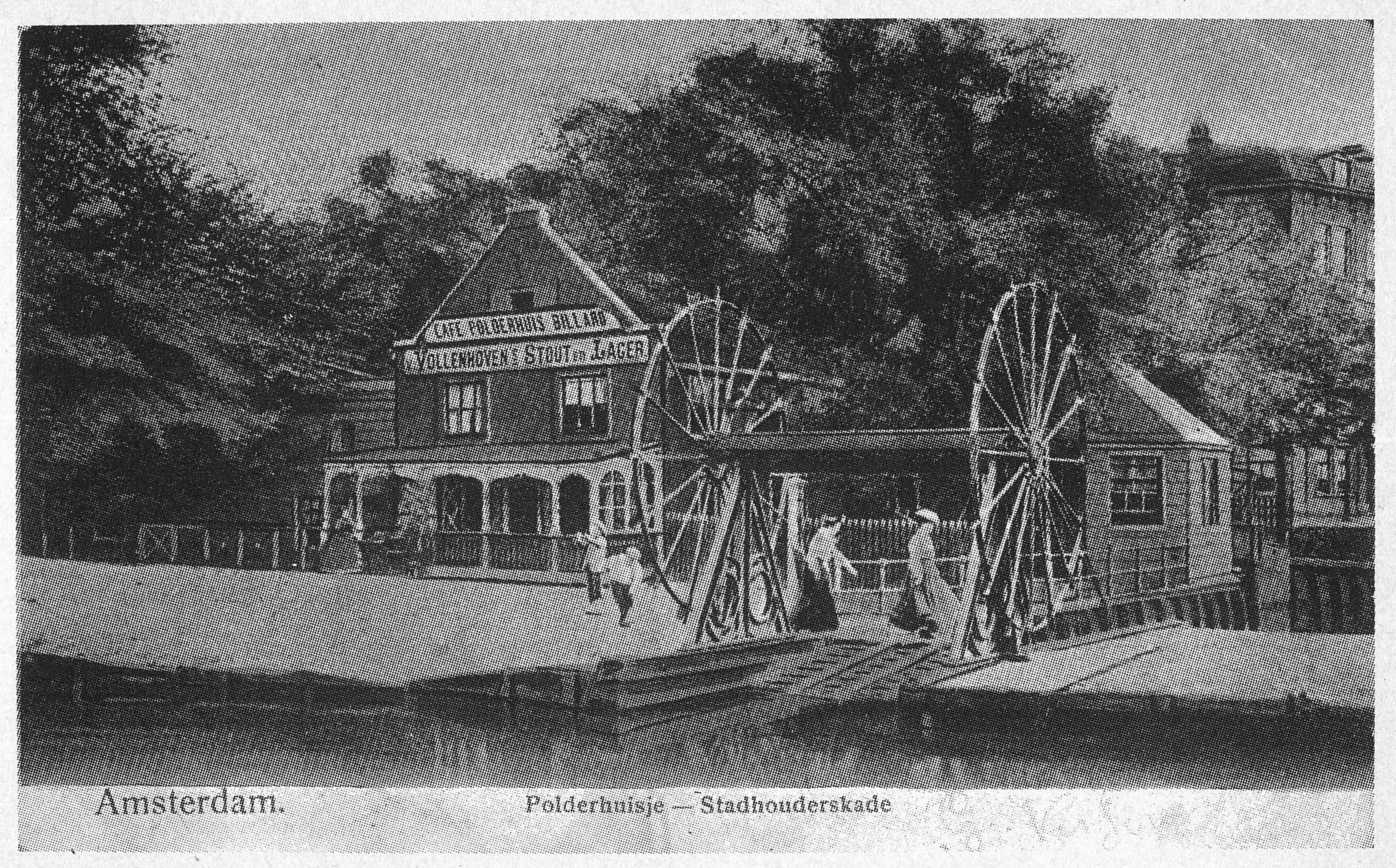
De overhaal in de Boerenwetering in Amsterdam-Zuid, met het Polderhuis bij de Ruysdaelkade, gezien vanaf de Stadhouderskade; circa 1900.

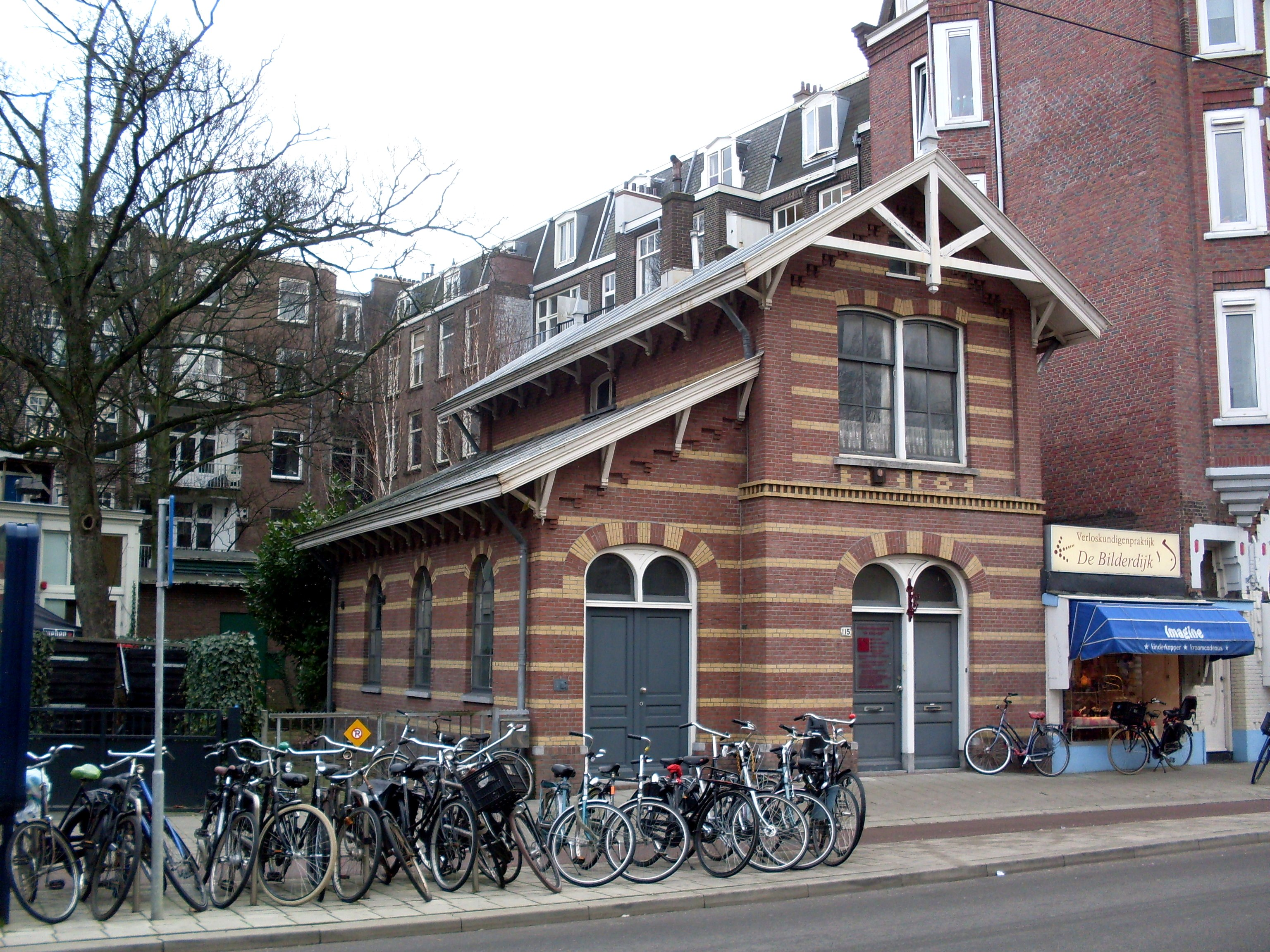
Voormalig stoomgemaal Amstelveenseweg 115; 2008.

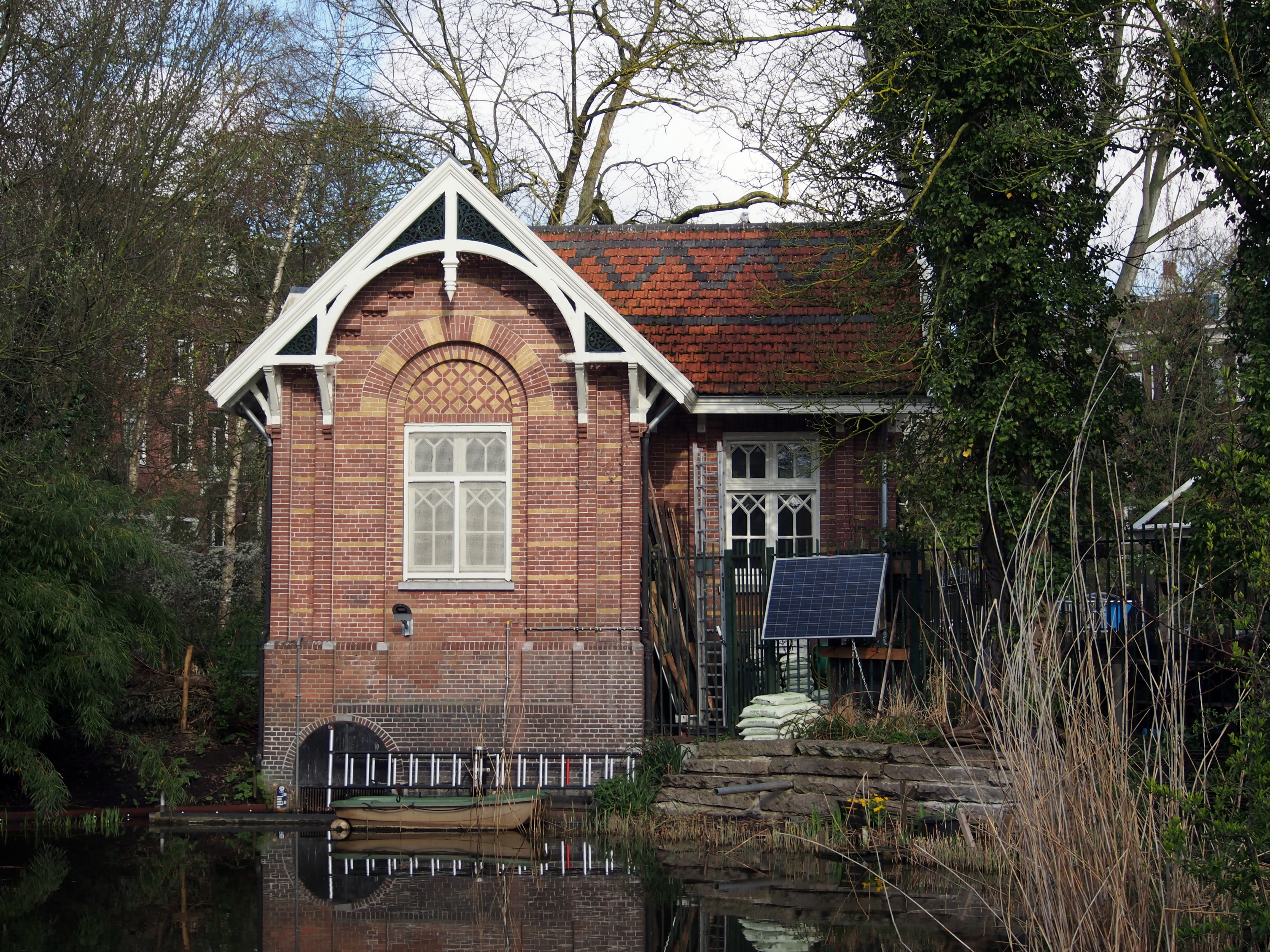
Gemaal Sarphatipark; 2016.

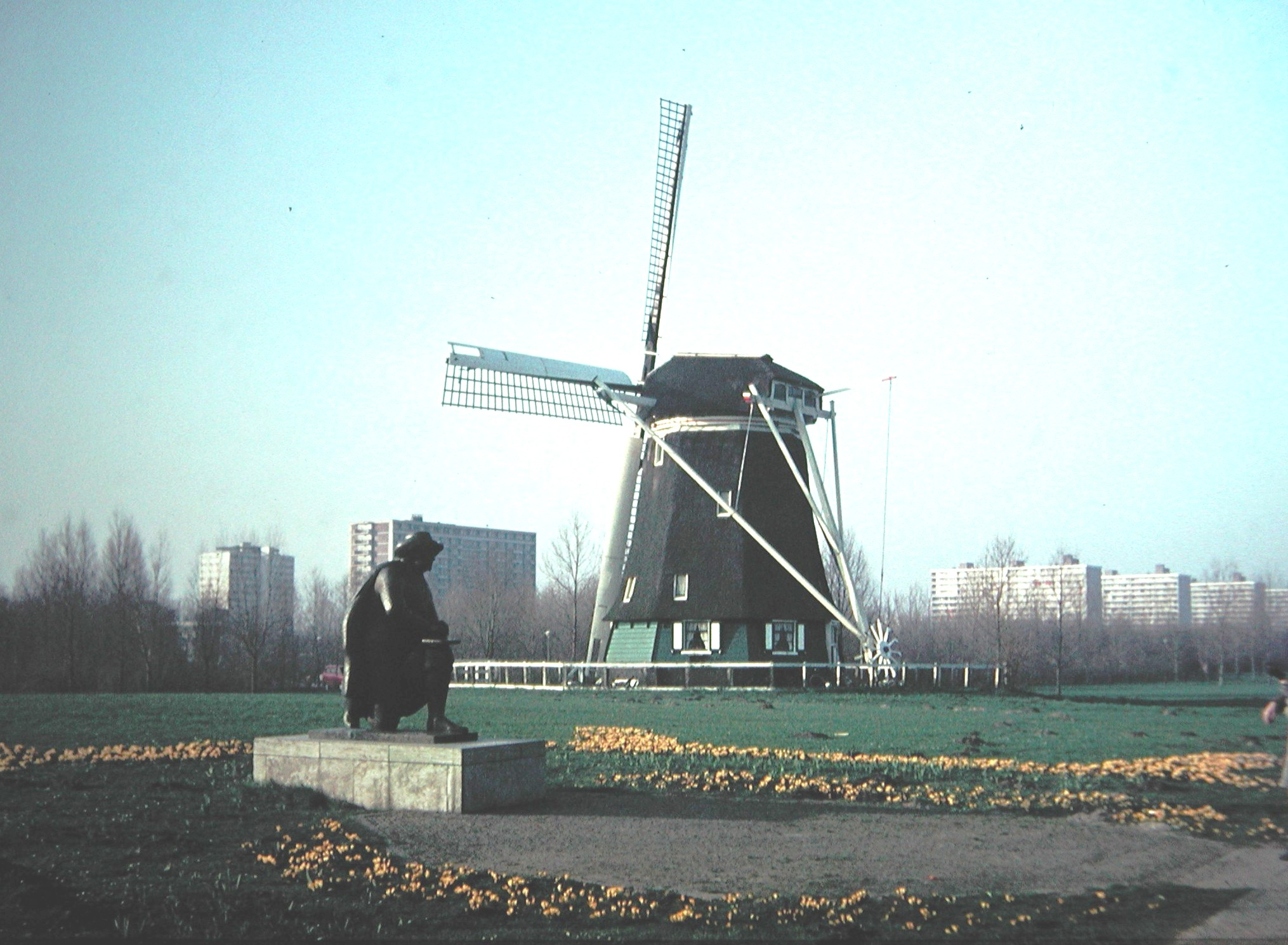
De Riekermolen met het standbeeld van Rembrandt.

De Binnendijkse Buitenvelderse polder is een polder ten zuiden van Amsterdam, later Amsterdam-Zuid, die vanaf het einde van de 19e eeuw werd bebouwd en sindsdien deel van de stad is, nu bekend als Oud-Zuid. Ook de latere uitbreidingen in de 20e eeuw, zoals Plan Zuid, Prinses Irenebuurt en de Tuinstad Buitenveldert liggen in deze polder. In deze wijk ligt het water ook nog op polderniveau (NAP -2.10 m). Tot eind 19e eeuw had de polder grotendeels een agrarisch karakter, met voornamelijk veeteelt en tuinbouw. Ook was er enige industriële bedrijvigheid (scheepswerven, katoenindustrie). In de tweede helft van de 20e eeuw was het nog overgebleven deel van de polder vrijwel geheel deel van het stedelijk gebied geworden.
De naam Binnendijks verwijst er naar dat de polder binnen de dijken van de Amstel en Schinkel lag. Er was ook een Buitendijkse Buitenvelderse polder ten westen van de Amstelveenseweg. Opvallend is dat voor beide polders de schrijfwijze 'velders' wordt gebruikt in tegenstelling tot 'Buitenveldert' met een 't', de naam van een eeuwenoude buurtschap in Amstelland en een huidige stadswijk in Amsterdam.

## Geschiedenis
Het gebied ten westen van de Amstel werd in de 12e tot 13e eeuw in cultuur gebracht en in de 17e eeuw ingericht als polder. De Staten van Holland en Westvriesland verleenden op 6 mei 1634 een "Octrooij aan de poldermeesteren van de Buijtenvelderse polder". In 1675 bedroeg de omvang van de polder 1660 Rijnlandse morgens, naar huidige maatstaven ruim 1.400 ha. De polder is per 16 juni 1959 opgeheven bij besluit van Provinciale Staten van Noord-Holland en wordt nu beheerd door de Gemeente Amsterdam.
De westelijke begrenzing werd gevormd door de Heiligewegsevaart en Amstelveenseweg. De zuidelijke begrenzing is het Korte Loopveld (tegenwoordig de Kalfjeslaan). Deze weg is in de 16e eeuw aangelegd. De noordelijke grens lag aanvankelijk bij de Heiligewegspoort (thans omgeving Koningsplein) De polder bestond vooral uit veenweidegebied, ook vond er tuinbouw plaats. Ongeveer halverwege lag de Oude Wetering (later Boerenwetering genaamd).

### Langs de Amsteldijk
De boerderijen lagen langs de Amsteldijk en de Amstelveenseweg. Vanaf de 17e eeuw verrezen diverse buitenhuizen van rijke Amsterdammers langs de Amsteldijk. Hiervan is alleen nog Amstelrust overgebleven. Het Borssenburgplein en het Meerhuizenplein in de Rivierenbuurt herinneren nog aan oude buitenplaatsen die hier stonden. Bij de Kalfjeslaan stond een tolhuis, nu hier restaurant 'Kleine Kalfje', er naast stond vroeger het door Jan Claeszoon Kalf rond 1670 gestichte en in 1967 afgebroken café 'Het Kalfje', wat eeuwenlang een geliefde plek was voor passanten als café, herberg en restaurant.

### Polderhuis
Vergaderingen van het polderbestuur vonden plaats in het Polderhuis dat gelegen was tussen de schutsluis en de overhaal voor groenteschuiten aan het eind van de Boerenwetering bij de Buitensingel. Het polderhuis werd door de poldermeesters verhuurd. De huurder had zijn inkomsten uit inning van schutgelden en de 'tapnering'. In 1924 is het polderhuis afgebroken nadat het waterpeil van de Boerenwetering op gelijk niveau met het stadswater was gebracht. Op de plek van het polderhuis aan het begin van de Ruysdaelkade kwam een overpompstation voor de riolering te staan. Een nieuwe overhaal kwam te liggen ter hoogte van de latere Wielingenstraat (afgebroken in 1960).
Na aanleg van de Vierde Uitleg vanaf 1660 kwam de grens te liggen bij de Singelgracht. Buiten de 100 gaardengrens ten zuiden van de stad Amsterdam (Singelgracht) behoorde het poldergebied tot Nieuwer-Amstel. Toen de stad zich buiten de oude vesting ging uitbreiden werden stukken van de (sinds 1795) gemeente Nieuwer-Amstel geannexeerd ten behoeve van woningbouw.

### Annexatie door Amsterdam
In twee stappen werd de polder bij Amsterdam gevoegd: in 1896 de noordelijke helft, de grens die lag nabij de toenmalige Verversstraat (nu de Amsterdamse Tolstraat) werd verplaatst naar halfweg 't Kalfje', dat is ongeveer bij de huidige President Kennedylaan en meer westelijk ongeveer bij de Ringweg Zuid tot aan de Amstelveenseweg en in 1921 volgde de rest, toen de gemeentegrens kwam te liggen op de Kalfjeslaan, de zuidelijke begrenzing van de polder. De Kalfjeslaan (of 't Kleine loopveld) is een historische poldergrens en weg. Vanaf de 16e eeuw verbindt deze weg de Amstel met de Amstelveenseweg. Ten zuiden van deze weg ligt in de gemeente Amstelveen de (uitgeveende) Middelpolder onder Amstelveen.

### Tuinstad Buitenveldert
In 1955 is gestart met de bouw van de Tuinstad Buitenveldert (vernoemd naar de buurtschap met die naam aan de Amstelveenseweg), waarbij het plangebied in zijn geheeld opgehoogd werd met zand afkomstig uit Loosdrecht. Landschappelijke elementen die nog aan de historische polder herinneren zijn de Kalfjeslaan, de naastgelegen sloten en de monumentale, oude bomen die langs de dijk staan.

### Huidige noordelijke begrenzing
Tegenwoordig vormt het dijklichaam van de Zuidelijke Ringspoorbaan en de Ringweg A10 tussen de Amstelveenseweg en de Europaboulevard de noordelijke begrenzing van de polder. Ten noordoosten daarvan vormen de westkant van de Europaboulevard, en verder de President Kennedylaan totaan de Mirandalaan en de Zuidelijke Wandelweg de grens.
Ten noordwesten van de Binnendijkse Buitenvelderse polder ligt nog de kleine Polder Begraafplaats Buitenveldert (NAP -2,00 m). De grenzen hiervan worden gevormd door de Ringweg, Amstelveenseweg, Zuider Amstelkanaal en het water tussen dit kanaal en de Ringweg.

## Molens en gemalen
Er waren twee, later drie, schepradmolens (later vervijzeld) die het land droogmaalden. Deze molens werden in 1877 vervangen door een stoomgemaal. Dit gemaal stond langs de Amsteldijk ter hoogte van waar nu de Meerhuizenstraat in de Rivierenbuurt ligt. Het stoomgemaal werd in 1922 vervangen door het nog bestaande gemaal Stadwijck.
Molen nr. 1 van de Binnendijkse Buitenvelderse polder aan het Kruitmakerspad (Wiegelstraat / Saffierstraat), gebouwd in 1633, was tot het einde toe een schepradmolen. Hij werd in 1866 buiten dienst gesteld. De onderbouw bleef nog een aantal jaren bewaard als woonruimte, tot de afbraak in 1899.
Molen nr. 2 van de Binnendijkse Buitenvelderse polder aan de Amstel bij het Veer, vanouds Meerhuizen. De eerste molen werd gebouwd na 1643 en in 1721 vernieuwd. Na de verkoop van Molen nr. 1 in 1867 werd deze molen de "Oude Molen' genoemd. In 1877 werd naast de molen het stoomgemaal opgericht, waarna de molen buiten dienst werd gesteld.
Molen nr. 3 van de Binnendijkse Buitenvelderse polder aan de Amstel stond aan de bocht van de Amstel tussen Zorgvlied en Amstelrust. Hij werd gebouwd omstreek 1647. In 1865 werd hij verbouwd tot een vijzelmolen met stenen onderbouw. Na de verkoop van Molen nr. 1 in 1867 werd deze molen de "Nieuwe Molen' genoemd. Hij werd in 1888 buiten dienst gesteld en de molenromp werd verder gebruikt als woonruimte. Bij de aanleg van de Ringspoorbaan werd de molen in de jaren twintig afgebroken.
Ter vervanging van de poldermolens werd in 1877 een stoomgemaal in gebruik genomen. Het gemaal had twee Cornwall-ketels en twee vijzels.

### Gemaal Stadwijck
Het stoomgemaal werd in 1922 vervangen door het nog bestaande gemaal Stadwijck, bij begraafplaats Zorgvlied (Amsteldijk 272). Dit gemaal is gebouwd door de Dienst der Publieke Werken in de stijl van de Amsterdamse School (landelijke variant). De architect is A.J. Westerman (1884-1966), het is een gemeentelijk monument. De woningen bij het gemaal zijn ook in deze stijl gebouwd. Het is uniek dat deze gebouwen zo goed bewaard zijn. In 2016 is het gemaal opgeknapt.
Er zijn twee elektrische centrifugaalpompen. De capaciteit is maximaal 126 m³/min. Het waterpeil van de Binnendijkse Buitenvelderse polder is NAP -2,00 m, de Amstel ligt op NAP -0,40 m. Het gemaal pompt het water zo'n 1,60 m omhoog van de Binnendijkse Buitenvelderse polder in de Amstellands Boezem.
Het gemaal is vernoemd naar de boerenhofstede Stadwyck die hier stond en in 1915-'16 in opdracht van de gemeente Amsterdam werd gesloopt. Stadwijck verving het oude stoomgemaal dat stond waar nu de Meerhuizenstraat is. Toen dat deel van de polder met zand werd opgehoogd voor de aanleg van de Rivierenbuurt, werd bemaling op die plek onmogelijk.

### Zorgvliedsluis
Achter het gemaal ligt de Zorgvliedsluis, nabij de begraafplaats Zorgvlied. De sluis is in 1921 gebouwd. De kleine sluis heeft twee puntdeuren aan beide kanten. Via de sluis wordt het water in de polder ververst. Dit gebeurt niet te vaak omdat het Amstelwater zouter is. De sluis wordt niet meer gebruikt voor scheepvaart.

### Vondelpark en Sarphatipark
Zowel het Vondelpark als het Sarphatipark zijn bij de aanleg niet opgehoogd en op het polderpeil blijven liggen, terwijl de omliggende woonwijken zijn opgehoogd, daarom was een aparte bemaling noodzakelijk.
Na de aanleg van het Vondelpark vanaf 1864 kreeg dit gebied in 1883 een eigen stoomgemaal. Het stoomgemaal werd gebouwd aan de Amstelveenseweg 115, tussen de Sophialaan en de Koninginneweg. Het gemaal beschikte over een Cornwall-ketel en een centrifugaalpomp. Er was een afwatering naar de Schinkel. Deze werd later overkluisd bij de aanleg van de Veerstraat. In april 1914 werd de bemaling van het Vondelpark overgenomen door de gemeente Amsterdam met een nieuw gemaaltje aan de Sophialaan. Het gebouw van het oude gemaal bestaat nog steeds en is nu rijksmonument.
Ook het Sarphatipark werd in 1885 aangelegd op polderniveau te midden van de wel opgehoogde woonwijk De Pijp en kreeg een eigen stoomgemaal. Later is het gemaal geëlektrificeerd en heeft nog steeds een rol in de bemaling van het park. Er is een afwateringsbuis naar de Singelgracht (Stadhouderskade). Het oude gemaal staat op de gemeentelijke monumentenlijst. Het gebouw wordt sinds 2001, als "Groen Gemaal" gebruikt voor activiteiten in verband met natuur en groen, zoals een insectenhotel.

### Polder Begraafplaats Buitenveldert
Voorts is er een kleine aparte Polder Begraafplaats Buitenveldert (NAP -2,00 m). In de Fred. Roeskestraat staat een klein gemaaltje dat het water uit deze polder 1,60 meter omhoog pompt naar het Zuider Amstelkanaal in de Amstellandboezem.

### Riekermolen
De Riekermolen staat sinds 1961 in het zuidoosten van het poldergebied. De molen is gebouwd in 1636 voor de Riekerpolder. Deze moest in 1956 wijken voor zandwinning van de Riekerplas (Nieuwe Meer) en werd vijf jaar later weer opgebouwd aan de Amsteldijk bij de Kalfjeslaan (de Borcht). Hij heeft nog een bescheiden functie in het bemalen van het park Buitenveldert, maar is tegenwoordig vooral van cultuurhistorische waarde en een toeristische attractie.